# Sphyrotheca multifasciatus
Sphyrotheca multifasciatus är en urinsektsart som först beskrevs av Reuter 1881.  Sphyrotheca multifasciatus ingår i släktet Sphyrotheca och familjen Sminthuridae. Inga underarter finns listade i Catalogue of Life.